# Christian Champy
Pour les articles homonymes, voir Champy.
Paul Émile Christian Champy, né le 18 avril 1885 à Uzemain (Vosges) et mort le 29 avril 1962 à Paris, est un médecin et un biologiste considéré comme un pionnier de l'histophysiologie et de l'endocrinologie sexuelle . C'est aussi une figure politique de premier plan dans son département d'origine des années 1920 aux années 1940. 

## Biographie

### Carrière universitaire
Fils d'une institutrice publique et d'un père docteur en médecine décédé en 1896, il entre comme boursier au lycée d’Épinal et passe son baccalauréat en 1903. Une autre bourse lui permet de poursuivre des études supérieures à la Faculté de médecine de Nancy, où il est préparateur. Christian Champy est docteur en médecine en 1911 et docteur ès sciences en 1913. 
Rapidement, sa carrière universitaire se poursuit de façon brillante, et il accède, en 1927, au titre de professeur d’histologie à la faculté de médecine de Paris. Neuf années plus tard, il est élu membre de l’Académie de médecine et en 1954 (il est élu le 16 mars 1953), l’Institut l’accueille dans la section de zoologie et anatomie de l’Académie des Sciences. 
Grâce à ses multiples connaissances, le ministère de l’Éducation nationale fait appel à lui en 1950 pour l’organisation de l’Université de Hanoï, en le nommant recteur de cette université.

### Carrière politique
Outre ses activités médicales, il se lance dans la vie politique en devenant conseiller général du canton de Xertigny de 1922 à 1942 et de 1944 à 1945. Il est dans les années 1920 un homme de gauche, républicain-socialiste, membre de la Ligue de la République, animateur de la « Tribune des gauches » puis de « La Tribune des Vosges » en 1925. Il est le fondateur cette année-là et le président de la Fédération républicaine socialiste des Vosges. 
Il évolue vers la droite au début des années 1930. Il est candidat « républicain de gauche » contre le radical-socialiste Marc Rucart aux législatives de 1932 puis candidat "républicain d'union nationale" aux cantonales de 1934. Pendant l'Occupation, il est nommé au conseil départemental des Vosges de 1942 à 1944. Il est inéligible en 1945. 

### Hommages
Sa dépouille repose au cimetière d’Uzemain. Une école de la cité des Images porta longtemps son nom. 

### Distinctions
Christian Champy est chevalier (1937) puis officier (1950) de la Légion d'honneur.

## Publications

### Thèses
- Recherches sur l'absorption intestinale et le rôle des mitochondries dans l'absorption et les sécrétions, thèse de médecine, 1911.
- Étude expérimentale sur les différences sexuelles chez les tritons, thèse de sciences naturelles, 1922.

### Manuels
- Abrégé d'histologie, avec Henri Bulliard,  Éd. Masson, 1914 - 5 éditions remaniées :  1920, 1922, 1929, 1940, 1947.
- Manuel d'embryologie, Éd. Masson, 1925 - 3 éditions remaniées : 1927, 1934, 1948.
- Précis d'histologie, J.B. Baillière, 1928 - 2 éditions remaniées : 1947-1948, 1954-1957.

### Monographies
- Recherches sur la spermatogénèse des batraciens et les éléments accessoires du testicule, A. Schulz, 1913.
- Étude expérimentale sur les différences sexuelles chez les tritons ("Triton alpestris laur"): changement expérimental du sexe, G. Doin, 1922.
- Les Caractères sexuels considérés comme phénomènes de développement et dans leurs rapports avec l'hormone sexuelle, G. Doin, 1924.
- Étude histologique de la crête des gallinacés et de ses variations sous l'influence des facteurs sexuels, avec N. Kritch , G. Doin, 1926.
- Le corps humain et l'origine de la forme humaine, Éd. Rieder, 1929.
- La Vie cellulaire, Flammarion, coll. « Bibliothèque de philosophie scientifique » , 1947.

### Articles
- Christian Champy, Sur une série de préparations histologiques trouvées dans le laboratoire d’un professeur allemand : expériences faites sur l’homme au camp de Struthof, dans Bulletin de l’Académie de médecine, n° 16-18, séance du 1er mai 1945.